# Александър Фол
Александър Николаев Георгиев, по-известен с псевдонима си Александър Фол, е български историк, филолог и политик от Българската комунистическа партия (БКП). Една от основните фигури в българската тракология, той е близък с Людмила Живкова, дъщерята на диктатора Тодор Живков, и през 1979 – 1986 година е министър на народната просвета.
Носител е на орден „13 века България“ – 1984 г., орден „Стара планина“ (2003) и на най-високото отличие на Софийския университет – медала „Св. Кирил“ със синя лента (2000). Кавалер е на френския Орден за изкуства и науки (1998). Почетен професор на Нов български университет (2003).

## Биография
Александър Фол е роден на 3 юли 1933 г. в София в семейството на писателя Николай Фол и Вера Бояджиева. Завършва история и класическа филология в Софийския университет през 1957 г. Получава званията кандидат на историческите науки (днес: доктор по история) през 1966 г. и доктор на историческите науки през 1985 г. (с дисертация на тема „Тракийският орфизъм“). Специализира в Колеж дьо Франс, Париж през 1967 г. и в Германския археологически институт в Берлин.
Фол работи в областта на историята на стария свят и на Югоизточна Европа през древността, индоевропеистиката и тракологията, историята на старогръцката и тракийската култури. Основател е на Института по тракология (по-късно Институт по тракология „Проф. Александър Фол“, днес – част от Института за балканистика с Център по тракология) на Българската академия на науките. Професор е от 1975 г., вкл. по антична и българска култура в Софийския университет „Св. Климент Охридски“ (1991) и по стара история и тракология в Нов български университет (1999).
Става доцент през 1972 г. и професор през 1975 г. Основава Института по тракология към БАН през 1972 г. и е негов директор до 1992 г., както и генерален секретар на Международния съвет по индоевропейски и траколожки изследвания. Основател е също и на Катедрата по стара история и тракология (1979) в Историческия факултет на СУ, която ръководи до 1987 г., както и на Националната гимназия за древни езици и култури в София (1977). Бил е гостуващ лектор в университети в САЩ, Германия, СССР, Великобритания и др. Организира международните конгреси по тракология от 1972 г. до смъртта си и изложбата „Тракийските съкровища“ от 1974 до 1988 г. Пише множество монографии, студии и статии на български, немски, италиански и английски език. Сътрудничи на Първо главно управление на Държавна сигурност според изявления на Божидар Димитров, сътрудник на същото управление. Принадлежността на Александър Фол към структурите на Държавна сигурност е установена и при проверки на Комисията по досиетата през 2008, 2011, 2014 и 2018 г.
През 60-те години Фол става част от кръга млади интелектуалци около Людмила Живкова. След нейното издигане на политически постове в началото на 70-те години той оглавява създадения за него нов Институт по тракология, а когато през 1975 г. тя оглавява Комитета за изкуство и култура той става неин първи заместник. Той съдейства на пропагандните инициативи на Живкова за популяризиране на българската култура и историческо наследство в чужбина, участва активно в организацията на изложбата „Тракийското изкуство и култура по българските земи“, която е представена в 25 страни по света.
От 70-те години кръгът около Александър Фол лансира поредица от спорни траколожки теории, целящи да представят траките като по-древни и по-значими от приеманото в традиционната историография. Правят се опити да се отрече микенския произход на тракийските гробници и връзката им с подобни паметници в Мала Азия, като се свържат с по-ранни мегалитни паметници от Югоизточна България. Самият Фол, базирайки се на спорен списък на Диодор Сицилийски и няколко невярно датирани находки от Черно море, развива цяла теория за „тракийската таласократия“ и тракийско морско присъствие в Леванта. През 80-те години българската тракология е обхваната от нарастващо количество псевдонаучни спекулации и тенденциозни интерпретации, най-вече в областта на изследванията на тракийската религия и „духовност“.

В тази област централно място има създадената от Александър Фол в началото на 80-те години теория за „тракийския орфизъм“ – устно предавана елитарна идеология, датираща от II хилядолетие пр. н. е. и предшестваща известния от историческите източници древногръцки орфизъм (чието съществуване като единна система също е спорно, а много съвременни автори го смятат за конструкция, създадена през XIX век). Според Фол липсата на каквито и да е писмени източници за тракийския орфизъм е съзнателен избор на последователите му, но той все пак може да бъде изследван чрез тълкуването на мегалити и произведения на изкуството, оригинален метод, който Фол нарича interpraetatio thracica. Фол и последователите му развиват „тракийския орфизъм“ до сложна и детайлно описана система от йерогамии на архаични божества и нумерологични зависимости.
През 1979 до март 1986 г. Александър Фол е министър на народната просвета на НРБ. От 1977 до 1981 г. кандидат-член на ЦК на БКП, а от 1981 до 1990 г. е член на ЦК на БКП.
Фол отново е за кратко председател (министър) на Националния съвет за културата, образованието и науката през 1989 г.
Умира през 2006 г. на 72-годишна възраст. Погребан е в Централните софийски гробища.

## Членство в институции
- Сръбска академия на науките и изкуствата, Белград – чуждестранен член (от 27 октомври 1994 г.)[10]
- Германски археологически институт, Берлин – член-кореспондент (1975)[1]
- Румънски институт по тракология, Букурещ – почетен член (1998)[1]
- Академия „Медичи“, Флоренция (1988)[1]
- Европейско общество за култура, Венеция (1992)[1]

## Отличия
- орден „Кирил и Методий“ (1983)
- орден „Стара планина“ (2003)[11][12]
- Орден за изкуства и науки, Франция (1998)
- почетен знак с образа на Св. Кирил със синя лента на Софийския университет „Св. Климент Охридски“ (2000)[1]
- Американски биографичен институт, Роли, Северна Каролина – издателство на справочници с биографии, включвани срещу заплащане

## Семейство
Женен е за Валерия Фол, с която имат дъщеря – Александра Фол. Има и син от предишен брак, Калоян Фол.

## Памет
На професор Александър Фол е наречена улица в квартал „Студентски град“ в София (Карта).
На 27 юли 2006 г. с Решение 486 на Общински съвет – Казанлък е учредена наградата „Александър Фол“ за принос в изследването на тракийската култура и нейното популяризиране.
В Нов български университет на името на Александър Фол е наречена аудитория.